# Elaeocarpus amplifolius
Elaeocarpus amplifolius är en tvåhjärtbladig växtart som beskrevs av Schlechter. Elaeocarpus amplifolius ingår i släktet Elaeocarpus och familjen Elaeocarpaceae. Inga underarter finns listade i Catalogue of Life.